# Coprosma perpusilla
Coprosma perpusilla is een plantensoort uit de sterbladigenfamilie (Rubiaceae). Het is een laag bij de grond groeiende dwergstruik die plekken vormt tot 60 centimeter in diameter. De struik heeft rechtopstaande kleine haarloze bladeren die vlezig zijn. De roodkleurige vrucht bevat vier zaden.
De soort komt voor in Zuidoost-Australië, Nieuw-Zeeland en op Macquarie-eiland, gelegen in de Stille Oceaan tussen Nieuw-Zeeland en Antarctica. Hij groeit daar in hooglandgebieden en op de Sub-Antarctische eilanden.

## Ondersoorten
- Coprosma perpusilla subsp. perpusilla
- Coprosma perpusilla subsp. subantarctica Orchard